# Pimoa heishui
Pimoa heishui (лат.) — вид пимовых пауков рода Pimoa (Pimoidae). Название дано по месту нахождения (Heishui County).

## Распространене
Азия: Китай, уезд Чучен, провинция Сычуань (Heishui County, Deshiwo Village, 32.03°N, 102.95°E, на высоте 2429 м).

## Описание
Мелкие пауки, длина тела 4—5  мм. Карапакс самцов желтоватый; грудная ямка и радиальные борозды отчетливые; стернум коричневый; брюшко коричневое с жёлтыми поперечными шевронами, почти овальное; ноги желтоватые без перевязей. Карапакс самок желтоватый; грудная ямка и радиальные борозды отчетливые; стернум коричневый; брюшко коричневое с жёлтыми поперечными шевронами; ноги желтоватые без перевязей. Сходен с видами P. jinchuan и P. yele. Вид был впервые описан в 2021 году китайским арахнологами Xiaoqing Zhang и Shuqiang Li (Institute of Zoology, Chinese Academy of Sciences, Пекин, Китай) по материалам из Китая.